# Публий Сервилий Каска
Пу́блий Серви́лий Ка́ска (лат. Publius Servilius Casca; погиб в 42 году до н. э. при Филиппах, Македония, Римская республика) — римский политический деятель и военачальник из плебейской ветви рода Сервилиев, народный трибун 43 года до н. э. Один из убийц Гая Юлия Цезаря. Покончил с собой после битвы при Филиппах.

## Биография
Публий Сервилий впервые упоминается в источниках в связи с заговором против диктатора Гая Юлия Цезаря (44 год до н. э.). О его жизни до этого момента ничего не известно, но российский исследователь А. Егоров предположил, что в гражданских войнах Каска сражался на стороне цезарианцев.
К заговору Каска примкнул, по данным большинства источников, вместе с братом Гаем. При этом Дион Кассий не упоминает этого брата, но рассказывает о народном трибуне Гае Каске, которого не связывали с Публием ни родство, ни политические убеждения. Исследователи констатируют, что примирить между собой эти две версии античной традиции невозможно.
15 марта 44 года до н. э. Публий Сервилий стал одним из главных участников убийства Цезаря. Плутарх и Аппиан рассказывают, что, когда диктатора ждали в сенате, кто-то подошёл к Публию со словами: «Ты, Каска, скрыл от нас свою тайну, а Брут всё мне рассказал». Тот, поражённый, чуть было не выдал себя, но его собеседник продолжал: «С чего же это ты, мой любезнейший, так быстро разбогател, что нынче собираешься искать должности эдила?». Цезарь всё-таки пришёл на заседание, и заговорщики обступили его в соответствии с заранее принятым планом. Когда Луций Тиллий Цимбр начал стаскивать с диктатора плащ, дав, таким образом, условный сигнал, именно Каска первым выхватил кинжал и нанёс удар. Согласно Аппиану, он целился в горло, но поскользнулся и попал в грудь; по словам Светония, удар пришёлся «пониже горла»; Плутарх пишет, что удар был нанесён в плечо или в затылок. В любом случае, рана была неопасной. Цезарь, вскочив с кресла, «схватил Каску за руку и потянул его с большой силой». Светоний пишет, что диктатор, обороняясь, проткнул руку Публия грифелем, Плутарх — что он просто перехватил руку, мешая Публию нанести второй удар, и закричал: «Негодяй Каска, что ты делаешь?» («Каска, злодей, да ты что?»), а тот закричал по-гречески: «Брат, помоги!». После этого остальные заговорщики обнажили оружие и довершили начатое.
Следующее упоминание о Публии Сервилии относится к 10 декабря 44 года до н. э. В этот день он принял полномочия народного трибуна; приёмный сын Цезаря, Октавиан, не пытался помешать ему, хотя наблюдатели считали это возможным. В конце июня 43 года до н. э. Каска встретился с Марком Туллием Цицероном и Сервилией Старшей, чтобы решить, нужно ли вызвать в Италию Марка Юния Брута с армией. Вскоре после этого на Рим двинулся Октавиан, объявивший своей целью месть за отца. Поэтому Публий при помощи своего коллеги, Публия Тиция, сложил с себя полномочия трибуна и уехал на Восток, где присоединился к Бруту.
Командуя флотом Брута, Каска принял деятельное участие во взятии городов Ксанф и Патара в Ликии; его имя упомянуто на золотых монетах, отчеканенных в связи с этими победами. Осенью 42 года до н. э. он сражался с цезарианцами на суше, при Филиппах в Македонии. После первого сражения, когда Гай Кассий Лонгин покончил с собой, Каска приказал убить на его могиле двух пленных, мима Волумния и шута Саккулиона, как «жертв тени Кассия». После второй битвы, в которой республиканцы понесли окончательное поражение, Публий Сервилий сам бросился на меч одновременно с братом. Каски были похоронены вместе.

## В культуре
Публий Сервилий стал героем трагедии Уильяма Шекспира «Юлий Цезарь». Он действует также в ряде экранизаций этой пьесы. В фильме 1953 года Каску играет Эдмонд О'Брайен, в фильме 1970 года — Роберт Вон, в телевизионной ленте 1979 года — Сэм Дастор, в фильме 2010 года — Бен Хинделл.